# Pietrowice Wielkie

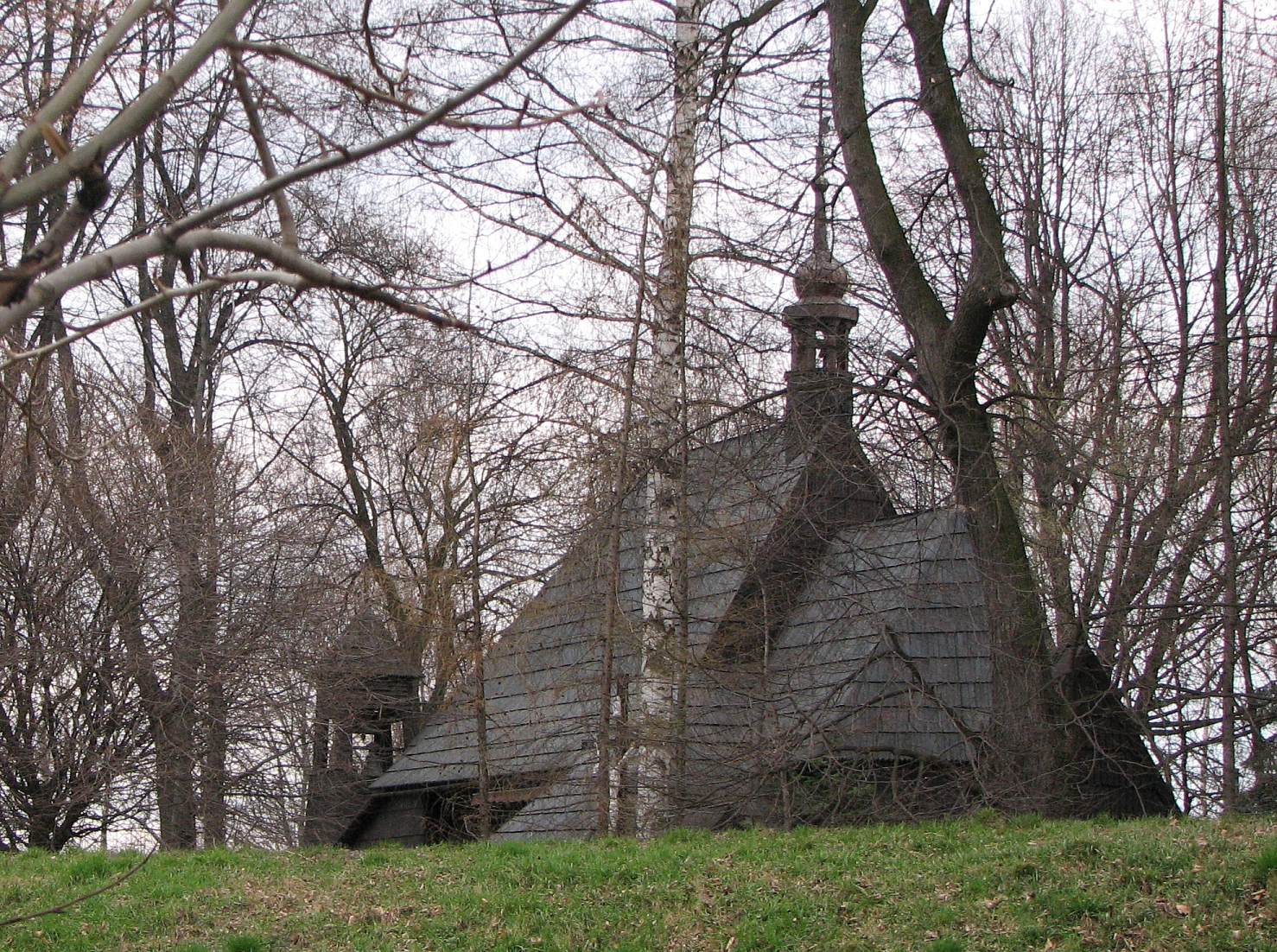
Kościół drewniany pw. Św. Krzyża

Pietrowice Wielkie (niem. Groß Peterwitz, cz. Velké Petrovice) – wieś w Polsce o zabudowie małomiasteczkowej położona w województwie śląskim, w powiecie raciborskim, siedziba gminy Pietrowice Wielkie.

## Nazwa
W alfabetycznym spisie miejscowości na terenie Śląska wydanym w 1830 roku we Wrocławiu przez Johanna Knie wieś występuje pod polską nazwą Wielki Pietrowice oraz niemiecką – Groß Peterwitz.

## Historia
We wsi zlokalizowano rondel z epoki neolitu.
Historycznie miejscowość leży częściowo na ziemi kietrzańskiej w tzw. polskich Morawach, czyli na obszarze dawnej diecezji ołomunieckiej oraz częściowo na Górnym Śląsku. Po raz pierwszy wzmiankowano ją w 1373. Dwie trzecie miejscowości należały przez stulecia do Margrabstwa Moraw, jako część kietrzańskiej enklawy morawskiej na Śląsku, nawet po wydzieleniu z niego księstwa opawskiego.
Po wojnach śląskich miejscowość znalazła się w granicach Prus. Pomimo przynależności do diecezji ołomunieckiej w 1798 większość gospodarzy (tj. 118) było śląskimi Polakami a 43 Morawianami. Od 1818 w powiecie raciborskim. Według spisu z 1910 była zamieszkała w 61% przez czeskojęzycznych (zobacz gwary laskie) Morawców, a o 18% było polskojęzycznymi Ślązakami.
W latach 1954-1972 wieś była siedzibą władz gromady Pietrowice Wielkie. W latach 1975–1998 miejscowość administracyjnie należała do województwa katowickiego.

## Lokalne tradycje
W Pietrowicach Wielkich corocznie w poniedziałek wielkanocny odbywa się wielkanocna Procesja Konna. W programie uroczystości tradycyjnie znajdują się: procesja konna, konny objazd pól, uroczysta parada koni. Po zakończeniu procesji odbywa się Konny Festyn Wielkanocny z zawodami skoków, pokazami ujeżdżania koni, prezentacjami formacji konnych. W uroczystości bierze udział do 150 jeźdźców.

## Zabytki
Kościół parafialny pw. św. Wita, Modesta i Krescencji. Murowany, jednonawowy z transeptem i wieżą na osi. Nie zachowały się dokumenty dotyczące historii kościoła, który stał w centrum wsi i otoczony był murem. Obok kościoła w latach 1678-1822 stała mała dzwonnica, na której zawieszone były dzwony. Zbudowany zapewne w XVI wieku w stylu gotyckim, a rozbudowany w latach 1822 i 1935. Z pierwotnego kościoła zachowały się jedynie trzy przęsła zachodnie. Wieża wzniesiona w 1822 roku, podwyższona w roku 1935. W kościele obrazy z drugiej połowy XVIII wieku (m.in. obraz św. Mikołaja z 1827 roku - malował Antoni Blasch), rzeźby barokowe oraz żeliwna płyta nagrobna z 1843 roku. W ołtarzu głównym w zwieńczeniu rzeźby patronów kościoła adorowane przez aniołów. Antepedium z przedstawieniem Ostatniej wieczerzy. Rzeźby Matki Boskiej z Dzieciątkiem, Chrystusa Tronującego, Pietà. We wnętrzu ponadto 27 głosowe organy wykonane przez firmę Berschdorf z Nysy oraz witraże wykonane przez firmę z Moguncji. W roku 1925 zakupiono do kościoła w firmie Otto Senelingen 3 dzwony spiżowe o wadze 950, 550 i 400 kg, zarekwirowane na cele wojenne w roku 1942. Obecnie kościół ma dwa nowe dzwony. Na filarze bramy prowadzącej na plac kościelny figura św. Jana Nepomucena, polichromowana.
Kościół pątniczy pw. Św. Krzyża, położony na pd.-zach. skraju Pietrowic Wielkich, ok. 2 km od centrum wsi, przy drodze do Gródczanek (ul. Norberta Bończyka). Zbudowany w 1667 r., a poszerzony do obecnych kształtów w połowie XVIII w. Drewniany, bezwieżowy. Dach kryty gontem, na kalenicy smukła sygnaturka. Ściany również pobite gontem.  Znane na Śląsku miejsce pielgrzymkowe, a to za sprawą łaskami słynącego barokowego malowidła z początku XVIII w., przedstawiającego scenę ukrzyżowania Jezusa, przedstawioną na tle zachmurzonej Jerozolimy. Koło kościoła źródło, obudowane w 1899 r. neogotycką kapliczką. Według lokalnej tradycji spożywanie jego wody sprzyja długowieczności.
W miejscowości znajdują się zabytkowe zagrody w stylu frankońskim.